# Секс робот
Секс-роботи или секботи су антропоморфне роботске секс-лутке које имају кретање или понашање налик људском, као и одређени степен вештачке интелигенције. Иако је до 2025. године велики број проналазача већ креирао технолошки напредне секс-лутке, прави секс-роботи са потпуном способношћу кретања још увек не постоје. Створени су једноставни уређаји који могу да говоре, праве изразе лица или реагују на додир.
Постоји контроверза око тога да ли би њихов развој био морално оправдан. Године 2015, етичарка роботике Кетлин Ричардсон позвала је на забрану стварања антропоморфних секс-робота због забринутости око нормализације односа са машинама и јачања дехуманизације жена. Питања о њиховој етици, ефектима и могућим законским регулацијама су од тада била предмет расправе.

## Лексикологија
Људи који су сексуално привучени секботима понекад се називају дигисексуалци или робосексуалци. Секботи са мушким обликом тела могу се називати мејлботи или менботи. Родно неутрални термини за секс-роботе укључују „плежур бот” (енгл. pleasure bot) или „секс дроид” (енгл. sex droid). Секботи са женским обликом тела називају се чик-боти (енгл. chick-bots) или фемботи (енгл. fembots).

## Историја и развој
Секс-робот је еволуирао из претеча секс-лутака које датирају још из 16. века, када су француски и шпански морнари правили ручно шивене лутке за мастурбацију од тканине, коже и старе одеће. Многи научници сматрају ову креацију директним претходником модерних секс-лутака. Већи део инспирације за стварање модерне секс-лутке дошао је из манекен-базиране уметности коју су креирали Ханс Белмер, Мен Реј и Салвадор Дали. Мен Реј је тврдио да су надреалисти, укључујући њега и Далија, унели егзотизам у своја дела и лично „нарушили” своје манекене. На пример, Далијев Rainy Taxi се усредсредио на женског манекена чије је полусвучено тело било прекривено живим пужевима.
До 1968. године, лутке на надувавање су први пут оглашаване у порнографским магазинима и постале доступне за куповину поштом. Ове секс-лутке су се надувавале ваздухом; имале су отворе за пенетрацију на устима, вагини и анусу. Међутим, због своје надувавајуће природе, ове лутке су биле подложне пропадању и нису биле одрживе за сталну употребу. До 1970-их, материјали попут латекса и силикона су се широко користили у производњи секс-лутака како би се омогућила побољшана издржљивост и већа сличност са човеком.
Реализам секс-лутака је знатно убрзан крајем 1990-их. Године 1997, Мет Макмален је почео да конструише реалистичне тин-очврсле силиконске гумене манекене назване RealDollс које су биле „реалистичне, покретне и животне величине”. Макмален је добио много критика због анатомске коректности својих манекена, користећи то као мотивацију да створи побољшану верзију. Године 2009, Макмален је прешао на употребу материјала очврслог платином, уместо силикона очврслог калајем, како би додатно побољшао издржљивост и животност лутке. Сходно томе, сви остали произвођачи секс-лутака су следили тај пример.
Многи произвођачи, укључујући Мета Макмалена, веровали су да је другарство критични део динамике секс-робота и да је укључивање вештачке интелигенције (ВИ) у њих следећи корак. Од 2018. године, различити нови модели су конструисани да воде разговоре, памте важне чињенице и изражавају различите емоције. Један такав модел је „Хармони” (енгл. Harmony), коју је креирао Макмален, а која се може прилагодити помоћу мобилне апликације, где корисници могу бирати између „хиљада могућих комбинација изгледа, одеће, личности и гласова како би направили свог савршеног пратиоца”.

## Стање истраживања
Секс-роботи су још увек у релативно раној фази развоја. Док су секс-лутке доступне на тржишту више од 20 година и постоје одговарајуће заједнице власника лутака доступне за истраживање, искусни корисници секс-робота до сада се тешко могу пронаћи. Ипак, тема секс-робота је доста интензивно третирана у међународном истраживању од 2007. године, подстакнута монографијом Дејвида Левија Love and Sex With Robots. Систематски преглед истраживања из 2020. године успео је да идентификује 98 међународних академских публикација о секс-роботима. Ове академске публикације о секс-роботима фокусирају се на следећих шест истраживачких питања:
1. Које су одговарајуће теоријске концептуализације секс-робота?
2. Који су главни етички аспекти секс-робота?
3. Који су емпиријски налази о употреби и ефектима секс-робота доступни?
4. Како су секс-роботи представљени у уметности и медијима?
5. Како би требало законски регулисати секс-роботе за децу?
6. Који су одговарајући дизајни и процеси дизајна за секс-роботе?

Већина доступних академских публикација о секс-роботима бави се етичким аспектима, фокусирајући се како на тренутно доступне секс-роботе (који имају само врло ограничену вештачку интелигенцију и интерактивност), тако и на будуће секс-роботе (који су замишљени као осећајни и са слободном вољом). Док су за секс-лутке доступни бар неки налази о искусним корисницима, одговарајући емпиријски подаци о корисницима секс-робота недостају.  Академски дискурс о секс-роботима — слично јавном дискурсу — до сада је карактерисан релативно упечатљивим идејама о снажним позитивним или снажним негативним ефектима секс-робота. Слаби, као и амбивалентни ефекти, који су теоретски и емпиријски највероватнији, ретко се расправљају.
Исто тако, секс-роботи се често сматрају и критикују као унапред одређени производи. Ретко се у досадашњем стању истраживања разматра да се изглед, функције и циљне групе секс-робота могу активно дизајнирати, на пример од стране и за жене, квир особе, старије особе или особе са инвалидитетом. Ови процеси дизајна усмерени на човека такође могу бити предмет академског истраживања секс-робота.
Заједница истраживача секс-робота састаје се на серији конференција „Међународни конгрес о љубави и сексу са роботима” (енгл. International Love and Sex With Robots Conference) коју је иницирао Дејвид Леви, а која је шести пут одржана 2021. године као „6. међународни конгрес о љубави и сексу са роботима”.

## Предвиђања
Године 2014, Дејвид Леви је у интервјуу за Newsweek изјавио: „Верујем да ће љубавни секс-роботи бити велика благодат за друштво... Постоје милиони људи који, из једног или другог разлога, не могу успоставити добре везе.” Он процењује да ће се то догодити средином 21. века.
Године 2017, MIT Press је објавио прву књигу на ову тему, Robot Sex, са прелиминарним приступом неколико изазова које ово поље представља за људска бића и друштва.

## Наводне потенцијалне користи
Научници попут Хоџат Абдолахија тврде да ови роботи могу да делују као „роботи пратиоци” који помажу старијим особама са деменцијом или депресијом. Након спровођења студије на многим старијим пацијентима, утврђено је да су старије особе биле заинтересоване за интимног робота као свог пратиоца и да њихово интересовање није опадало током времена. Даље објашњава да су ови пацијенти успоставили значајан однос са роботом пратиоцем и да су веома ценили његово присуство. Биоетичарка Ненси С. Џекер такође сугерише да старије особе са инвалидитетом губе своју сексуалну функцију због физичких промена, услед старења и болести, али и због друштвене стигме и презира. Џекер тврди да су ови роботи начин да се „подржи достојанство” и настави способност да се буде сексуално, разбијајући ејџизам и негативне стереотипе о сексуалности у каснијем животу. Робот пратилац „Паро” (енгл. Paro), коју је креирао Таканори Шибата, користи се од 2009. године као терапеутска машина за старије особе које пате од деменције, као и за оне које пате од депресије и анксиозности. Паро је дизајниран да реагује на додир, памти лица и учи одређене радње које промовишу повољну реакцију код пацијента. Иако Паро није дизајниран да буде искључиво секс-робот, Паро је пример како интелигентне машине могу постати погодна терапеутска опција. Неки произвођачи су такође тврдили да би њихово увођење у затворе могло смањити затворско силовање и сексуалну напетост у затвору. Затвореници пате како од раздвојености од партнера, тако и од ограничене могућности да таквог партнера нађу у затвору, па се често окрећу сексуалном узнемиравању и претњи силовањем. Научници попут Оливера Бендела сугеришу да би секс-роботи могли бити решење за успостављање сексуалног здравља и смањење сексуалних тензија у затвору.
Произвођачи су такође сугерисали да секс-роботи могу ублажити сексуалну непријатност у занимањима са високим оптерећењем као што су возачи камиона на дугим релацијама или радници на нафтним платформама где су искључиво мушкарци. Секс-роботи такође могу помоћи у избегавању проблема нежељених трудноћа, полно преносивих болести и сексуалног насиља, који би били проблеми у борделима и са проституткама.

## Покушаји реализације
У току су покушаји да се секс-лутке учине социјално интерактивним. Године 2010, секс-лутка под називом Roxxxy, која је имала способност репродукције унапред снимљених говорних сигнала, приказана је на сајму. Године 2015, Мет Макмален, творац RealDollа, изјавио је да намерава да створи интелигентне секс-лутке са способношћу вођења разговора.
Др Серхи Сантос из Барселоне развио је секс-робота по имену Саманта; робот може да се пребацује између „секс-мода” (који може укључивати Самантину симулацију женског оргазма) и „породичног мода”, у којем може да прича вицеве и расправља о филозофији.
Године 2017, Мет Макмален је креирао секс-лутку под називом „Хармони”, која има способност учења о личним преференцијама, жељама и потребама власника. Штавише, Хармони може да се смеје, трепће и мршти на готово људски начин. Она може да води разговор, прича вицеве, памти преференције хране и имена браће и сестара власника. Цена Хармони је процењена на око 15.000 долара. Током интервјуа на сцени са Engadget-ом 2018. године, Мет Макмален је демонстрирао да се кожа на Хармонином лицу може одлепити и заменити другом кожом. Затим је додао перику друге боје и променио њену личност користећи апликацију на свом ручном уређају која контролише робота. Ову секс-лутку назвао је „Солана” и сматра је „сестром” Хармони.
Године 2018, Realbotix, компанија која стоји иза RealDoll-а, најавила је стварање првог мушког секс-робота, Хенрија. Хенри ће имати прилагодљив бионички пенис који ће моћи да „траје колико год желите” јер се прикључује на електричну енергију уместо да користи батерије. Купци ће такође моћи да наруче прилагодљиву роботску главу која се може контролисати помоћу апликације на корисниковом телефону.

## Противљење
У септембру 2015. године, Кетлин Ричардсон са Универзитета Де Монтфорт и Ерик Билинг са Универзитета Сковде основали су организацију „Кампања против секс-робота” (енгл. Campaign Against Sex Robots), позивајући на забрану стварања антропоморфних секс-робота. Ричардсон критикује Дејвида Левија и тврди да би увођење таквих уређаја било друштвено штетно и понижавајуће за жене и децу.
У септембру 2015. године, јапанска компанија Softbank, произвођач робота „Пепер”, укључила је забрану секса са роботима. Кориснички уговор робота наводи: „Власник политике не сме вршити никакав сексуални чин или друго непристојно понашање”.
Ноел Шарки, Ејми ван Винсберг и Еленор Хенкок из Фондације за одговорну роботику објавили су извештај о консултацијама који представља сажетак питања и различитих мишљења о томе како би интимна асоцијација друштва са роботима могла изгледати. Извештај укључује испитивање како би се такви роботи могли користити као рехабилитационо средство за сексуалне злочинце као што су серијски силоватељи или педофили. Шарки упозорава да би ово могло бити „проблематично” у смислу секс-лутака које подсећају на децу и адолесценте.
Постоје значајна спекулације о таквој технологији од стране стручњака из области филозофије, социологије и природних наука. Џон П. Салинс са Државног универзитета Сонома верује да ће секс-роботи подстаћи „друштвену изолацију” и Лидија Кеј са Централног светог Мартина тврди да ће сексуални односи са роботима „десензибилисати људе на интимност и емпатију”. Штавише, према Шонтел Тибалс, „ништа не може заменити радост, тугу, страст и бол стварне, непредвидиве људске интеракције”. Она даље тврди да само у интеракцији са другим човеком можемо искусити своју људскост и свој идентитет, за разлику од интеракције са роботом. Етичар роботике Алан Винфилд износи општији аргумент да роботи не би требало да имају пол. Секс-роботи који су креирани до 2018. године углавном подсећају на жене са претерано хиперфемининим цртама. У Барселони, бордел са секс-луткама омогућава мушкарцима да остваре своје фантазије где могу изабрати из селекције флексибилних силиконских лутака и затражити да буду обучене у било коју одећу коју мушкарац преферира. Кетлин Ричардсон тврди да ови секс-роботи подстичу снажан став према женским телима као роби, и промовишу неемпатичну интеракцију. Стручњаци тврде да побољшање родне разноликости оних који су укључени у развој ове сексуалне технологије може помоћи у смањењу могуће штете, као што је објектификација жена.
Многи научници, укључујући Ричардсон, тврде да ово појачава идеју да су жене власништво, а не људска бића са слободном вољом. Научници попут Роберта Спероуа са Универзитета Монаш тврде да стварање реалистичних женских секс-робота, са способношћу одбијања сагласности, додатно олакшава културу силовања. Он верује да секс са овим роботима представља „силовање жене” и може повећати стопу силовања у друштву, истовремено олакшавајући опште „непоштовање према женама” у друштву. Штавише, секс-робот под називом „Фригид Фарах”, чија је личност описана као „резервисана и стидљива”, привукао је пажњу неколико научника. Произвођач је тврдио да ако је додирнете „на приватном месту, највероватније неће бити превише захвална на вашем приступу”. Многи научници ово виде као удовољавање фантазије о силовању и олакшавање културе силовања.

## Законодавство
Закон о сузбијању реалистичних експлоататорских електронских педофилских робота (CREEPER), који је спонзорисао Данијел М. Донован Млађи, усвојен је у Представничком дому САД 13. јуна 2018. године. Предлог закона би изменио федерални статут о опсцености, 18 U.S.C. § 1462, да би се криминализовао увоз и превоз за међудржавну трговину било које „анатомски исправне лутке, манекена или робота, са карактеристикама, или са карактеристикама које подсећају на, малолетника, намењених за употребу у сексуалним радњама”. Боб Гудлат је изјавио да „ове лутке стварају стварни ризик од појачавања педофилског понашања и десензибилизују корисника, што га наводи да се упушта у све болесније понашање”. Аустралија и Уједињено Краљевство већ имају такве забране. Критичари предлога закона тврде да је неуставан и/или непотребан. Предлог закона је, како се наводи, пропао у Сенату 2018. године. Верн Бјукенан је наводно поново представио измењену верзију закона 2020. године.

## Филозофска расправа
Први међународни конгрес о љубави и сексу са роботима одржан је у Фуншалу, Мадеира у новембру 2014. године. Конференцију су координирали професор Адријан Дејвид Чек и др Дејвид Леви. Главна дискусија се вртела око дебате о томе где повући црту у погледу сајбернетске љубави и односа и шта будућност љубави и секса са роботима доноси. Додатне теме дискусије током конференције укључивале су хуманоидне роботе, емоције робота, робоетику и филозофске приступе. У октобру 2015. године, друга конференција заказана за новембар 2015. у Малезији проглашена је незаконитом од стране малезијског главног инспектора полиције. Друга конференција је на крају одржана у Уједињеном Краљевству у децембру 2016. године, под председавањем др Кејт Девлин на Голдсмитсу, Универзитету у Лондону. Девлин је такође основала први британски сексуални хакатон, такође одржан 2016. године на Голдсмитсу.
Године 2016. одржана је дискусија о овим питањима на 12. IFIP TC9 конференцији „Хумани избор и компјутери”, под називом „Технологија и интимност: Избор или принуда?”. Конференцију је координирао др Дејвид Крепс са Универзитета Салфорд. Општи циљ конференције био је „испитивање пута од безличне монолитне технологије до интимног преплитања уређаја и себе”. Детаљно је разматран будући поглед на то како ће се ове технологије развијати. Неке од главних тема о којима се разговарало током конференције биле су интимност, персонализација, материјална култура и сексуални односи са роботима. У септембру 2018. године, 13. IFIP TC9 конференција „Хумани избор и компјутери” „Ово све мења” (енгл. This Changes Everything) одржана је у Познању, Пољска. Конференцију су водили и усмеравали Дејвид Крепс, Кај Кимпа, Луиз Ленен и Чарлс Ес. Дискусија је била фокусирана на друштвене и етичке импликације које поставља вештачка интелигенција, забринутости око приватности и како су такве технологије значајно промениле рачунарске стратегије и измениле свет у којем људи живе.

## У популарној култури
Интимност са роботима, вештачком интелигенцијом и другим предметима које је створио човек има снажно присуство у медијском пејзажу. Они изазивају питања о томе шта је љубав, зашто људи жуде за наклоношћу и оспоравају постојећа уверења о томе шта значи бити човек.
Првобитно објављен 1886. године, роман Сутрашња Ева усредсређен је на фикционализованог Томаса Едисона, који ствара женског робота за свог усамљеног покровитеља. Иако је роботова лепота очигледна, роботу недостају емоционалне способности да попуни ту рупу у његовом срцу.
Филм Метрополис Фрица Ланга из 1927. године садржи робота Марију као централну фигуру, која је приказана као сексуално привлачна.
У роману The Silver Eggheads Фрица Либера из 1959. године, познато је да постоје несентентифни женски сексботи. Они би радили било који сексуални чин који им се затражи све док је новац убачен у отвор на задњем делу врата издржао. Неколико епизода телевизијске серије из 1960-их Star Trek: The Original Series приказивало је женске андроиде као пратиоце протагониста, посебно Андреу из епизоде „What Are Little Girls Made Of?” и Рејну Капек из епизоде „Requiem for Methuselah”. Због телевизијске цензуре тог времена, сексуалност је само наговештена, иако је медицинска сестра Кристин Чејпел Андреу назвала „механичком гејшом”. Обе епизоде користе заплет у којем се андроид бори да схвати и прихвати људске емоције. Даље, у епизоди I, Mudd неколико серија женских робота је креирано према личним спецификацијама Харкорт Фентон Мад. Серија „Алис” је, барем према Алис 118, „програмирана да функционише као људске женке”, а тако је програмирана од стране „бескрупулозног, злобног, распусног кулака Харија Мада”.
Филм Мајкла Крајтона из 1973. године Вестверлд приказивао је андроид проститутке у „Мис Керијином месту”. Поред тога, постојали су „основни сексуални модели” женских робота програмираних да не пружају отпор завођењу госта у Римском свету и Средњовековном свету; и мушки еквиваленти у Римском свету су такође помињани. Даље, специфични роботи су могли бити програмирани за одређена сексуална понашања. У једном тренутку, краљица у Средњовековном свету је програмирана за неверство, како би се уклопила у жељу госта за његовим одмором.
Роман Жене из Степфорда из 1972. године, који је претворен у филм из 1975. године, приказује жене које су дуплиране и замењене покорним роботима које су створили њихови мужеви. Настао након женског ослободилачког покрета касних 1960-их, мушкарци у причи намеравају да уклоне све трагове индивидуалности и слободне воље од својих ослобођених жена и да их претворе у сексуално привлачне и послушне домаћице, задовољне вођењем домаћинства и бригом о свим потребама својих мужева.
Филм Блејд Ранер Ридлија Скота из 1982. године приказује андроид ликове Прис, Рејчел и Зору као сексуално привлачне; Прис се посебно помиње као „основни модел за задовољство”.
Секс-роботи се такође појављују у централним улогама у одабраним епизодама аниме серијала Bubblegum Crisis и AD Police Files.
Филм из 1988. године, постапокалиптични Cherry 2000, изграђен је око потраге протагонисте да пронађе гиноидни робот модела Cherry 2000 у који може да инсталира меморијски диск своје „жене”, уништене гиноидне робота Cherry 2000, чиме је поново ствара.
Филм Вештачка интелигенција из 2001. године има мушког секс-робота, Џигола Џоа, као главног лика. Џо описује да људи воле оно што роботи раде за њих, али не могу да их воле јер нису од крви и меса, и на крају их мрзе. Женски модел Џигола Џејн такође се кратко појављује у филму.
Два андроида са сексуалним способностима појавила су се у епизодама серије „Бафи, убица вампира”. У епизоди „Направљена сам да те волим”, Ворен Мирс гради фембот девојку, али након што нађе људску девојку открива да је раскид са дроидом тежи него што је очекивао. У епизоди „Интервенција”, Спајк добија своју, личну Бафибот, такође направљену од стране Мирса. Како се подразумева радњама и дијалогом у епизоди, Бафибот је направљена као сексбот.
Футурама има две епизоде које укључују роботе и органска бића: „I Dated a Robot” и „Proposition Infinity”.
Филм Ларс и права девојка из 2007. године истражује идеју романтичне привржености вештачким предметима налик човеку. На крају, филм се завршава тако што протагониста „убија” своју љубавницу секс-лутку у реци: наглашавајући пројекцију идеализоване љубавнице на неживи предмет.
Филм Екс Машина из 2014. године доводи у питање уобичајене појмове о свести. Свесна женска робот се ствара са насилним исходом, бунећи се против својих стваралаца. Кроз причу, Екс Машина изгледа да саосећа са роботом као жртвом човека са божјим комплексом. Одговарајући на протагонистину несигурност о њеној судбини ако не испуни стандарде свог творца, робот, Ава, одговара „Зашто је то на било коме?” о томе да ли ће живети. Ово доводи у питање основно веровање публике о томе да ли робот има право на слободан живот као и друга свесна бића.
У британској серији „Људи” од 2015. до 2018. године, постоје и мушки и женски дворски „синтети” (назив серије за андроиде). Синтети који су постигли људску свест не могу се разликовати од људи.
У ТВ серији „Вестверлд” из 2016. године, реалистични интерактивни роботи, део тематског парка, учествују у сексуалним и другим активностима са гостима.
Сатирични дистопијски роман Јаши, Сали, јаши (енгл. Ride, Sally, Ride) из 2020. године, аутора Дагласа Вилсона, фокусира се на културолошки утицај оптужбе мушкарца за убиство због уништења секс-робота за који је његов власник тврдио да је законски супружник.